# 남양초등학교 통구미분교
남양초등학교 통구미분교는 대한민국 경상북도 울릉군에 있었던 공립 초등학교이다.

## 학교 연혁
- 1950년 5월 20일 남양공립국민학교 통구미분교장 인가
- 1959년 4월 4일 통구미국민학교 승격
- 1989년 3월 1일 남양국민학교 통구미분교장 개편
- 2000년 2월 29일 폐교 및 남양초등학교 통폐합